# Валієсарське перемир'я
Валієсарське перемир'я — угода підписана 21 грудня 1658 між Московським царством і Швецією. За нею відбулося розмежування територій за принципом «хто чим володіє».
Московське царство, з 1656 року вело з Швецією війну за вихід до Балтійського моря. У жовтні 1658 році розпочало другий етап війни з Польщею, що означало припинення Віленського перемир'я. Тому Москва намагалася за будь-що добитися перемир'я зі Швецією. Внаслідок переговорів, які розпочалися ще навесні 1658 року, 20 грудня було парафовано, а 21 грудня — підписано Валієсарське перемир'я.
За цим перемир'ям сторони отримували землі, якими вони володіли на момент підписання угоди. Також було зазначено, що сторони зобов'язуються не надавати жодної допомоги недругам з обох боків, насамперед польському королю.
Хоча Москва зробила значні уступки Швеції, угода була вигідна Москві. Вона дозволяла їй зосередитися на вирішенні питань відносин з Польщею, адже вона не могла вести війну на дві сторони. Після підписання цього договору московсько-польські відносини остаточно перейшли від політичного протистояння до збройного.